# Dunira rectilineata
Dunira rectilineata är en fjärilsart som beskrevs av George Francis Hampson 1896. Dunira rectilineata ingår i släktet Dunira och familjen nattflyn. Inga underarter finns listade i Catalogue of Life.